# Sebastião Grifo
Sebastião Grifo ou Sebastião Grífio (em francês: Sébastien Gryphe; em latim: Sebastianus Gryphius ou Gryphium) (cerca 1493 em Reutlingen, Alemanha - 1556 em Lyon, França) foi um impressor e editor francês do século XVI.
Filho de Michel Greyff (ou Gryff, ou Gryffe, ou ainda Gryph), ele aprendeu seu ofício de impressor primeiro na Alemanha, depois em Veneza. Por volta de 1520 chegou a Lyon e aí se instalou por conta  de uma companhia de livreiros venezianos. Grafava seu nome como Sébastien Gryphius, mesmo que comumente na França seja conhecido como  Gryphe.

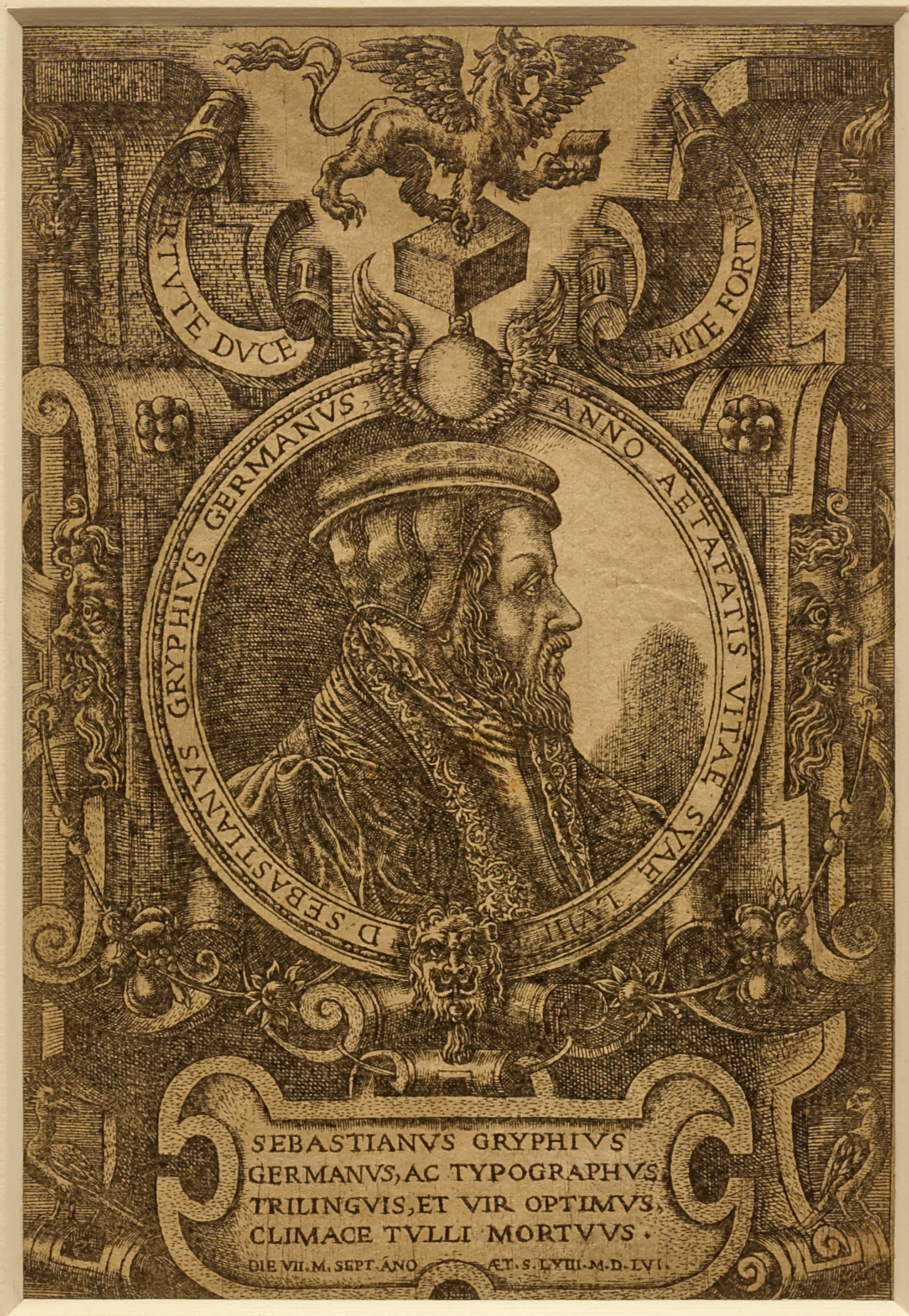
Retrato de Sebastião Griufo e a marca do Grifo - 1556

No começo de sua carreira, Grifo publicou sobretudo tratados administrativos e jurídicos em caracteres góticos. Alguns anos mais tarde especializou-se na edição de clássicos em latim, língua que traduzia, bem como a autores clássicos gregos. Passou então a publicar os grandes humanistas de seu tempo, como Erasmo, Guilherme Budé e Ange Politien.
Sua reconhecimento aumenta a partir de 1536, quando se associa ao célebre impressor Hugues de la Porte, que lhe dá o apoio financeiro necessário para a fundação do Atelier du Griffon, cuja marca editorial era o animal mitológico presente em seu próprio sobrenome. Nesse período, Grifo introduz na França o tipo itálico, inventado em Veneza por Aldo Manúcio.